# Soyuz MS-19
Soyuz MS-19 fue una misión de la nave Soyuz lanzada el 5 de octubre de 2021 a las 08:55:02 UTC, que  fue el vuelo Nº 147 de una nave tripulada Soyuz.

## Misión
La Soyuz MS-19 fue el vuelo 147 de una cápsula Soyuz tripulada. La tripulación consistió, en el comandante de la nave y cosmonauta ruso Anton Shkaplerov, el director de cine Klim Shipenko y la actriz rusa Yuliya Peresild. Los tripulantes, Shipenko y Peresild estuvieron un total de 12 días en la ISS antes de volver a la Tierra a bordo de la Soyuz MS-18 el 17 de octubre, con el motivo de grabar la primera película en el espacio Visov (en ruso: Вызов, lit. 'El Reto'). 
La nave regreso el 30 de marzo de 2022 con los dos tripulantes de la Soyuz MS-18, Mark T. Vande Hei y el cosmonauta Pyotor Dubrov que permanecieron en la estación en una misión prolongada durante 355 días.

## Tripulación
| Puesto     | Miembro de despegue                                              | Miembro de aterrizaje                                    |
| ---------- | ---------------------------------------------------------------- | -------------------------------------------------------- |
| Comandante | Anton Shkaplerov, Roscosmos Expedición 66 Cuarto vuelo           | Anton Shkaplerov, Roscosmos Expedición 66 Cuarto vuelo   |
| Turista    | Klim Shipenko, Piervy Kanal Rodaje película Visov Primer vuelo   | Pyotr V. Dubrov, Roscosmos Expedición 65/66 Primer vuelo |
| Turista    | Yuliya Peresild, Piervy Kanal Rodaje película Visov Primer vuelo | Mark T. Vande Hei, NASA Expedición 65/66 Segundo vuelo   |

| Puesto     | Miembro                       | Miembro                       |
| ---------- | ----------------------------- | ----------------------------- |
| Comandante | Oleg Artemyev, Roscosmos      | Oleg Artemyev, Roscosmos      |
| Turista    | Alexey Dudin, Piervy Kanal    | Alexey Dudin, Piervy Kanal    |
| Turista    | Alena Mordovina, Piervy Kanal | Alena Mordovina, Piervy Kanal |

## Expansión del Segmento Orbital Ruso

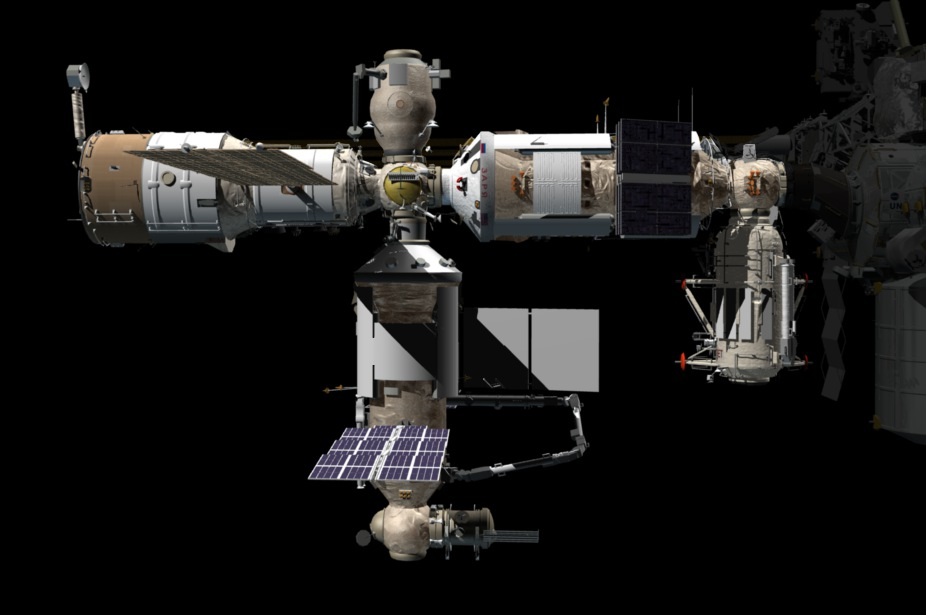
Recreación en 3D del Segmento Orbital Ruso tras el acople del Nauka.

La tripulación de la Soyuz MS-18 llegó el 9 de abril de 2021, antes del lanzamiento el 21 de julio de 2021 y acople del Nauka el 29 de julio de 2021. Aunque la cápsula Soyuz MS-18, regreso a la tierra el 17 de octubre, dos de sus tres miembros permanecerán en la estación en una misión prolongada y regresaran en primavera de 2022 con el comandante de esta cápsula.  El módulo Prichal fue lanzado a la Estación Espacial Internacional el 24 de noviembre de 2021 con la Progress M-UM y se acoplo a la estación el 26 de noviembre ocupando el puerto nadir del reciente módulo Nauka.  
El manifiesto de vuelo de la ISS propuesto por Roscosmos  el 4 de febrero de 2021 situaba el lanzamiento del Prichal en noviembre de 2021 y el acople al puerto nadir de Nauka dos días después. Uno de los puertos del Prichal está equipado con un puerto de acople híbrido activo, que permite el acople con el módulo Nauka/MLM. Los cinco puertos restantes son híbridos pasivos, permitiendo el acople de naves Soyuz y Progress, así como módulos más pesados o naves futuras con sistemas de acople modificados.
Está planeada la realización de un paseo espacial por parte de las tripulaciones de las Soyuz MS-18 y MS-19, tras la llegada del módulo Prichal a la estación espacial. Este paseo espacial se centrará en la configuración inicial del módulo.
El Prichal fue la segunda ampliación del Segmento Orbital Ruso (ROS) en el 2021 después de varios años sin ninguna ampliación en dicho segmento.